# Wigbold z Holte
Wigbold z Holte (zm. 28 marca 1304 w Soest) – arcybiskup Kolonii i książę-elektor Rzeszy od 1297.

## Życiorys
W 1297, pod śmierci arcybiskupa Kolonii Zygfryda z Westerburga, dotychczasowego dziekana katedralnego Wigbolda wybrano na jego następcę. Stało się tak pod naciskiem króla Niemiec Adolfa z Nassau i hrabiego Mark Eberharda II (Wigbold był spowinowacony z Eberhardem). W kolejnym roku otrzymał od papieża paliusz.
Od początku rządów w księstwie arcybiskupim dążył do zakończenia sporów z sąsiadami. Porozumiał się z hrabią Jülich Gerardem oraz z miastem Kolonia, z którego dzięki jego pośrednictwu został zdjęty interdykt. W 1298 znalazł się w obozie przeciwników Adolfa z Nassau, a po jego śmierci oddał głos elektorski na jego przeciwnika Albrechta I Habsburga i w sierpniu koronował go na króla w Akwizgranie. Jednak bardzo szybko doszło do nieporozumień między nowym władcą a Wigboldem i innymi elektorami znad Renu z powodu królewskich dążeń do zniesienia ceł na tej rzece. W kolejnym roku Wigbold protestował także przeciwko zamierzonemu odstąpieniu Arelatu na rzecz królów Francji.
W 1300 elektorowie nadreńscy porozumieli się w sprawie złożenia z tronu Albrechta. Ten jednak podjął zbrojne przeciwdziałania. Przeciwko Wigboldowi wykorzystał tradycyjnego przeciwnika arcybiskupów kolońskich, mieszczan Kolonii, którym w 1301 przyznał zwolnienie z ceł, oraz hrabiego Mark. Odebrał też arcybiskupowi cła na Renie. Gdy pokonał palatyna reńskiego, a następnie arcybiskupa Moguncji, zmusił Wigbolda do zawarcia niekorzystnego dla arcybiskupa pokoju; Wigbold musiał też potwierdzić przywileje miasta Kolonia.